# Walther Dahl
Walther Dahl (ur. 27 marca 1916 w Lug, zm. 25 listopada 1985 w Heidelbergu) – pułkownik, as niemieckiego lotnictwa z okresu II wojny światowej. 

## Kariera wojskowa
1 listopada 1935 roku został powołany do Wehrmachtu. Na wiosnę 1938 roku został przeniesiony do Luftwaffe. Był instruktorem w szkołach myśliwskich. W maju 1941 roku został wcielony do sztabu JG 3. Pierwsze zwycięstwo na myśliwcu I-15bis/I-152) odniósł 22 czerwca. Do końca lipca zestrzelił 2 bombowce Jak-1, 2 bombowce DB-3 5 bombowców SB-2, 3 myśliwce I-15bis/I-152 oraz samoloty I-153, I-16, Po-2 i R-5). Od 13 grudnia 1941 uczestniczył w walkach nad Maltą. 2 kwietnia 1942 roku odniósł pierwsze zwycięstwo nad Hawker Hurricane Mk. IIC (BV 174) z 229 Dywizjonu RAF. W sierpniu 1942 powrócił do JG3 jako adiutant pułku.
10 kwietnia 1943 został dowódcą szkoleniowym ErgJG 3. Sześć dni później odniósł swoje 50 zwycięstwo. Pod koniec roku został przeniesiony do sztabu inspektora lotnictwa Adolfa Gallanda. 30 września 1944 został dowódcą III./JG 3, który był przeznaczony do niszczenia B-17 i B-24. Swoje pierwsze latające fortece zestrzelił 6 stycznia. 23 lutego odniósł kolejne 3 zwycięstwa powietrzne. 11 marca został odznaczony krzyżem rycerskim. 27 czerwca został dowódcą JG 300. 13 lipca 1944 staranował bombowiec B-17. W listopadzie został odsunięty od dowodzenia jednostkami myśliwskimi. 100 zwycięstwo odniósł 28 lutego 1945, a ostatni samolot P-51D zniszczył 26 kwietnia nad Magdeburgiem.

## Odznaczenia
- Krzyż Rycerski Krzyża Żelaznego z Liśćmi Dębu
  - Krzyż Rycerski – 11 marca 1944
  - Liście Dębu (nr 724) – 1 lutego 1945
- Krzyż Niemiecki w Złocie – 2 grudnia 1942
- Krzyż Żelazny I Klasy
- Krzyż Żelazny II Klasy